# 舒沙区 (阿尔扎赫)
舒沙区（也译为舒什区），位于高加索地区的有限承认国家阿尔扎赫共和国（纳戈尔诺-卡拉巴赫共和国）的一个区，是该国在2020年納戈爾諾-卡拉巴赫戰爭之前的8个一级行政区划之一，设立于第一次纳戈尔诺-卡拉巴赫战争之后，治所位于舒沙。该区在法理上全部属阿塞拜疆领土，包括阿塞拜疆行政区划中舒沙区的全部辖区，以及拉欽區的一小部分辖区。该区下辖7个乡镇，其中仅舒沙市1个城市镇，其他均为乡村镇。在2020年的舒沙战役中，舒沙和卡林塔克两镇被阿塞拜疆军队占领。

## 地理
舒沙区是阿尔扎赫共和国（纳戈尔诺-卡拉巴赫共和国）面积最小的一个区，位于该国首都斯捷潘納克特西方，与阿尔扎赫地区的其他地方一样，多为山地。该区的北、东两个方向与阿斯凯兰区，西方与卡扎赫区，南方与哈德鲁特区相邻。该区有连接斯捷潘納克特与亚美尼亚首都埃里温的高速公路穿过。该区面积为381平方公里，人口约5000人，辖有除在阿斯凯兰区内的飞地以外的原纳戈尔诺-卡拉巴赫自治州舒沙区的全部辖区。

## 历史
在第一次纳卡战争期间的1992年5月，亚美尼亚军队在舒沙战役中获胜，此前宣布脱离阿塞拜疆独立的纳戈尔诺-卡拉巴赫共和国在原纳卡州的舒沙区和部分拉欽區的辖区成立纳卡共和国的舒沙区。2020年11月，舒沙区治所舒沙市，以及郊区的卡林塔克被阿塞拜疆军队占领，脱离阿尔扎赫共和国的控制。

## 人口

### 总人口
| 年份 | 2004年 | 2005年 | 2006年 | 2007年 | 2008年 | 2009年 | 2010年 |
| ---- | ------ | ------ | ------ | ------ | ------ | ------ | ------ |
| 合计 | 4 400  | 4 400  | 4 500  | 4 600  | 4 800  | 5 100  | 5 400  |
| 舒沙 | 3 100  | 3 300  | 3 300  | 3 400  | 3 600  | 3 900  | 4 100  |
| 乡村 | 1 300  | 1 100  | 1 200  | 1 200  | 1 200  | 1 200  | 1 300  |

### 民族构成
苏联时期舒沙居民以阿塞拜疆人为主，但在第一次纳卡战争之后，亚美尼亚人成为多数。
| 民族       | 人口  | %        | 舒沙市 | %        | 乡村  | %        |
| ---------- | ----- | -------- | ------ | -------- | ----- | -------- |
| 亚美尼亚人 | 4 305 | 99,56 %  | 3 174  | 99,47 %  | 1 131 | 99,82 %  |
| 格鲁吉亚人 | 7     | 0,16 %   | 7      | 0,22 %   | —     | —        |
| 俄罗斯人   | 7     | 0,16 %   | 6      | 0,19 %   | 1     | 0,09 %   |
| 其他       | 5     | 0,12 %   | 4      | 0,13 %   | 1     | 0,09 %   |
| 合计       | 4 324 | 100,00 % | 3 191  | 100,00 % | 1 133 | 100,00 % |